# Колвилл (индейская резервация)
Колвилл (англ. Colville Indian Reservation) — индейская резервация, расположенная на Северо-Западе США в северо-центральной части штата Вашингтон. По данным Бюро переписи населения США является второй по площади резервацией штата.

## История
Резервация Колвилл была создана 9 апреля 1872 года указом президента США Улисса Гранта для 11 племён Северо-Запада, её площадь составляла несколько миллионов акров. Первоначальная резервация находилась к западу от реки Колумбия. Менее чем через три месяца, 2 июля, президент издал ещё один исполнительный указ, переместив резервацию дальше на запад, чтобы она простиралась от реки Колумбия на востоке и юге, до реки Оканоган на западе и канадско–американской границы на севере. Новая резервация оказалась меньше — 11 432,37 км². Районы, выведенные из резервации, были одними из самых богатых с точки зрения плодородия земель и имеющихся природных ресурсов. В 1885 году в Колвилл была переселена группа не-персе вождя Джозефа.
После принятия конгрессом Акта Дауэса, федеральное правительство Соединённых Штатов решило разделить земли резервации на индивидуальные участки, чтобы стимулировать индейцев заниматься сельским хозяйством. Северная половина резервации была полностью открыта для белых поселенцев, проживающие там индейцы получили земельные наделы. В 1916 году была открыта и южная часть резервации. Закон о реорганизации индейцев 1934 года отменил политику аннулирования резерваций и немедленно прекратил передачу земель в частную собственность. Племенам было рекомендовано восстановить свои правительства и разработать конституции. В 1956 году Конгресс США восстановил племенной контроль над всеми землями в южной части резервации, которые ещё не находились в частной собственности.

## Конфедеративные племена резервации
Племена, проживающие в резервации, относятся к сахаптинам и внутренним салишам. В конфедерацию входит 12 племён с общей численностью 9 520 человек.
- Колвилл
- Неспелем
- Санпойл
- Синикст (часть народа)
- Венатчи
- Шелан
- Энтиат
- Метоу
- Южные оканоган
- Синкьюс-Коламбия
- Не-персе (группа вождя Джозефа)
- Палусы  (часть народа)

## География
Резервация расположена в северо-центральной части штата Вашингтон, в основном в юго-восточной части округа Оканоган и южной части округа Ферри, также небольшой участок находится в округе Шелан, на побережье озера Шелан.
Общая площадь Колвилл составляет 5 659,62 км², из них 5 480,48 км² приходится на сушу и 179,14 км² — на воду. Административным центром резервации является город Неспелем.

## Демография
По данным федеральной переписи населения 2000 года, в резервации проживало 7 587 человек.
В 2019 году в резервации проживало 6 864 человека. Расовый состав населения: белые — 2 259 чел., афроамериканцы — 12 чел., коренные американцы (индейцы США) — 3 791 чел., азиаты — 56 чел., океанийцы — 21 чел., представители других рас — 201 чел., представители двух или более рас — 524 человека. Плотность населения составляла 1,21 чел./км². Крупными населёнными пунктами резервации являются Омак (часть), Неспелем, Инчелиум, Келлер и Кули-Дам (часть).

## Комментарии
1. ↑  Если считать только площадь самой резервации и исключить трастовую землю вне резервации (англ. Off-reservation trust land), то Колвилл является первой по площади резервацией штата.